# Александр III (папа римский)
Александр III (лат. Alexander III; 1105, Сиена, Италия — 30 августа 1181, Чивита-Кастеллана, Италия) — Папа Римский с 7 сентября 1159 года по 30 августа 1181 года. До посвящения — Орландо (Роланд) Бандинелли (итал. Orlando Bandinelli). Занял папский престол после смерти Адриана IV. В союзе с Ломбардской лигой и Сицилийским королевством продолжил борьбу со Священной Римской империей и императором Фридрихом Барбароссой. Провёл Третий Латеранский собор. Его правление является самым длительным понтификатом ХІІ столетия: 21 год, 11 месяцев и 24 дня.

## До посвящения
Орландо Бандинелли родился в Сиене в 1105 году. В октябре 1150 года Евгений III назначил его кардиналом-диаконом, затем — кардиналом-священником Сан-Марко. В 1153 году Орландо стал канцлером папского двора и лидером партии кардиналов, настроенных на борьбу с имперским засильем в Риме; при Адриане IV являлся одним из важнейших советников понтифика.
На Безансонском сейме в октябре 1157 года кардинал Орландо Бандинелли был одним из двух папских легатов. Именно Бандинелли огласил императору Фридриху Барбароссе и сейму послание в котором говорилось:
«Вспомни, сколь много церковь римская способствовала тебе достигнуть вершины величия, даровав тебе императорское достоинство… Мы не раскаиваемся в том, что исполнили таким образом все твои желания. Напротив, мы были бы рады, если бы ты принял из наших рук ещё более ценные пожалования (beneficia)».
Немецкие князья, присутствовавшие при чтении письма, больше всего были возмущены словами beneficium и conferre, употреблявшиеся для обозначения вассальной зависимости от сеньора. Слова послания были восприняты сеймом, как обозначавшие вассальную зависимость императора от папы. Услышав возмущённые возгласы, Бандинелли добавил масла в огонь, воскликнув:
«Да от кого же император держит свою власть, как не от папы!?»
Пфальцграф Баварии Отто угрожал легату обнажённым мечом, и только вмешательство Фридриха Барбароссы спасло Бандинелли. Впоследствии Адриан IV написал императору более мягкое письмо, и Фридрих принял объяснения папы, но Безансонский сейм стал началом нового витка борьбы папства и империи.

## Выборы 1159 года и начало схизмы
5 сентября 1159 года, на следующий день после погребения Адриана IV, в Соборе Святого Петра собрался конклав для избрания нового понтифика. 7 сентября 26 кардиналов из 29 избрали папой Орландо Бандинелли. В момент, когда нового папу облачали, на него набросился Оттавиано ди Монтичелли, один из троих несогласных кардиналов, вырвал мантию и попытался надеть её на себя. В последовавшей потасовке мантию у Оттавиано вырвали, но капеллан тотчас отдал ему запасную, которую тот и надел на себя задом наперёд. Вырвавшись из рук сторонников Орландо, Оттавиано воссел на папский престол, а находившиеся в соборе клирики провозгласили его папой Виктором IV. На поддержку Оттавиано прибыл вооружённый отряд, под защитой которого антипапа прибыл в Латеранский дворец. Отто Баварский, посол Фридриха Барбароссы, признал Виктора IV, что в совокупности с происшедшим в соборе святого Петра, продемонстрировало, что события 5 сентября были не спонтанными, а заранее подготовленными императорской партией.
Орландо и его 26 кардиналов оказались запертыми в башне святого Петра, но уже через неделю общественное мнение повернулось к законному избраннику. Римляне освободили Орландо и перевезли его в Трастевере, а 16 сентября Виктор IV тайно бежал из города. Но сторонники антипапы по-прежнему угрожали Орландо, поэтому он также покинул Рим и переехал в Нинфу, где 20 сентября был посвящён и возведён на папский престол под именем Александра III. В свою очередь, Виктор IV был интронизирован в Фарфе 4 октября.
Оба противоборствовавших папы обратились к Фридриху Барбароссе. Последний собрал в феврале 1160 года собор в Павии. При этом он настаивал, что имеет право на такой созыв, поскольку так поступали до него императоры Константин I Великий, Феодосий, Юстиниан, Карл Великий и Оттон I. В посланиях, приглашавших пап на собор, император называл Виктора IV папой, а Александра III — кардиналом Роландо. В ответ Александр III отказался явиться в Павию. 11 февраля 1160 года собор признал Виктора IV законным папой и анафематствовал Александра III, а последний в марте 1160 года отлучил от Церкви Фридриха Барбароссу.
В октябре 1160 года в Тулузе состоялся синод, на котором епископы Франции, Англии и христианских государств Испании признали Александра III законным папой римским. Сторону Александра III однозначно принял сицилийский король Вильгельм I Злой. Папу поддержали также епископы Венгрии и скандинавских стран. Виктору IV не удалось добиться поддержки даже в Германии, где епископ Эбергард Зальцбургский объявил о лояльности Александру III. Тем не менее, благодаря вмешательству Фридриха Барбароссы схизма растянулась в общей сложности на двадцать лет.

## Бегство во Францию и возвращение в Рим
После своего бегства из Рима в 1159 году Александр III жил попеременно в Террачине и Ананьи, находившихся в удобной близости от границы союзного Сицилийского королевства, и лишь один раз попытался вернуться в Рим. Смуты 1160-1161 года в Сицилийском королевстве, в ходе которых недовольные бароны несколько раз пытались лишить власти Вильгельма I Злого, сделали эти города ненадёжным убежищем. В апреле 1162 года Александр III переправился во Францию, где его основной резиденцией вплоть до 1165 года стал Санс. Здесь папа оказался в центре европейской политики, участвуя в спорах Генриха II Английского и Томаса Бекета, английского и французского королей. Его вмешательство не всегда было удачным, но тем не менее авторитет папы-изгнанника значительно возрос.
В 1164 году Виктор IV умер в Лукке, где власти даже не разрешили похоронить его в городских стенах. Но по указанию Фридриха Барбароссы двое кардиналов антипапы избрали нового антипапу Пасхалия III, не признанного никем, кроме самого императора. В ответ римский сенат призвал Александра III вернуться в Рим. Император направил армию, водворившую Пасхалия III в Витербо и оттуда постоянно угрожавшую Риму, а также нанял пизанские, генуэзские и провансальские корабли, которые должны были воспрепятствовать возвращению Александра III морем. Папа был вынужден отплыть из Франции в Мессину, где он получил от Вильгельма I Злого флот и армию, с помощью которых смог беспрепятственно вступить в Рим 23 ноября 1165 года.

## Взятие Рима Фридрихом Барбароссой
Возвращение Александра III в Рим стало знаком для объединения политических противников Фридриха Барбароссы. Анкона вступила в союз с византийским императором Мануилом I, рассматривался проект брака между дочерью Мануила I и новым сицилийским королём Вильгельмом II Добрым. Весной 1167 года Мануил I обещал Александру III признание папского примата Православной церковью в обмен на дарование самому Мануилу короны Священной Римской империи. Несмотря на химеричность этих проектов, Фридрих Барбаросса счёл их опасными и предпринял второй поход на Рим в 1167 году.
29 мая 1167 года римская армия была разбита германской армией под Тускулумом, после чего Рим был осаждён императором. Александр III, надеясь, тем не менее, на помощь, обещанную сицилийской королевой-регентшей Маргаритой Наваррской, отказался покинуть город, укрывшись в крепости семьи Франджипани близ Колизея. Основной удар Фридриха был направлен на Собор Святого Петра, который пал только после восьмидневной осады 29 июля 1167 года. Бой продолжался в самой базилике, так что пол и главный алтарь были залиты кровью. 30 июля 1167 года антипапа Пасхалий III был возведён на трон и увенчал Фридриха Барбароссу золотым обручем римского патриция, а 2 августа здесь же была коронована императрица Беатриса, жена Фридриха. Настроения римлян повернулись против папы, и Александр III едва успел бежать из Рима в одежде паломника. Александр III добрался на лодке до Гаэты, откуда уехал в Беневенто. Триумф Фридриха сменился катастрофой: 3 августа в Риме вспыхнула эпидемия чумы. Через неделю количество умерших в германской армии было таково, что их не успевали хоронить. Фридрих с остатками армии поспешно отступил на север Италии, неся с собой чуму. В числе умерших были канцлер Фридриха архиепископ Кёльна Райнальд фон Дассель и кузен императора Фридрих Ротенбургский. Общественное мнение увидело в эпидемии наказание за разорение собора святого Петра и преследования законного папы. Города Северной Италии один за другим отказывались открывать ворота перед императором, альпийские перевалы были заняты его политическим противниками, и только весной 1168 года Фридриху удалось вернуться в Германию.

## Ломбардская лига и поражение Фридриха Барбароссы

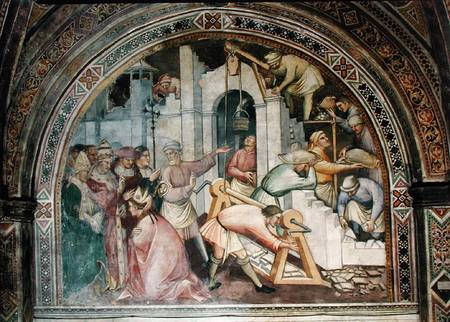
Строительство Алессандрии (Спинелло Аретино)

1 декабря 1167 года 15 ломбардских городов, не дожидаясь даже отъезда Фридриха Барбароссы из Италии, объединились в Ломбардскую лигу на основе соглашений, заключённых под патронажем Адриана IV в 1159 году. Целью лиги была защита традиционных свобод североитальянских городов от посягательств императора. Александр III был провозглашён главой Ломбардской лиги, его популярность в Италии достигла небывалых размеров, в его честь был даже назван новый ломбардский город Алессандрия.
Конфликт между Фридрихом Барбароссой, с одной стороны, и Ломбардской лигой во главе с Александром III продолжался около 10 лет. Всё это время Александр III жил вне Рима — в Беневенто, Ананьи, Террачине, не желая возвращаться в предавший его город. Антипапа Пасхалий III умер 20 сентября 1168 года, но схизма на этом не завершилась. Фридрих Барбаросса заставил своих сторонников — кардиналов избрать нового антипапу Каликста III, но последний контролировал в Римской области только Витербо.
29 мая 1176 года Фридрих Барбаросса был разбит армией Ломбардской лиги при Леньяно. Император был вынужден начать переговоры с Александром III: посланники Фридриха прибыли к папе в Ананьи, где было решено собрать конгресс представителей всех противоборствовавших сторон в Венеции.

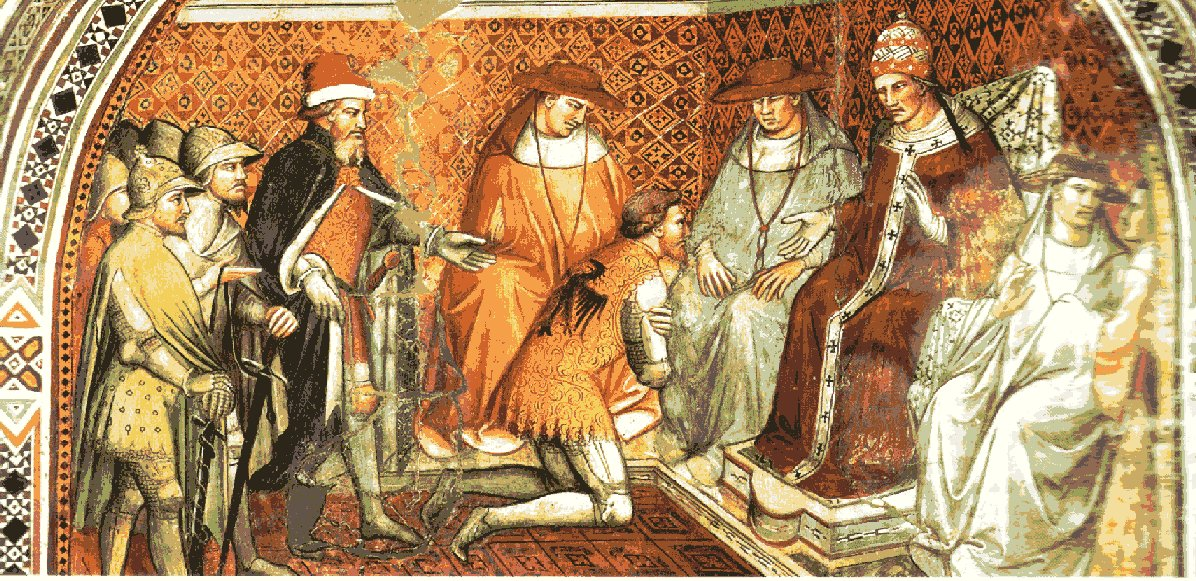
Фридрих Барбаросса признает власть Александра III (фреска в Палаццо Публико в Сиене, автор Спинелло Аретино)

В июле 1177 года в Венецию прибыл папа, представители Ломбардской лиги, короля Сицилии (в числе последних был Ромуальд Салернский, оставивший подробное описание событий) и император. Утром 24 июля 1177 года Фридрих был встречен кардиналами в церкви Сан-Никола в Лидо, здесь он признал Александра III законным папой и отрёкся от антипапы Каликста III, после чего с него было снято отлучение. В сопровождении кардиналов, дожа Венеции Себастьяно Дзиани и патриарха Аквилеи Фридрих прибыл в Собор Святого Марка, где его ожидал на троне Александр III. По описанию Ромуальда Салернского, император сбросил свою мантию и пал в ноги папе, был поднят им, получил поцелуй мира и благословение. Венецианское предание утверждает, что император выразил готовность преклонить лишь одно колено (перед святым Петром), но Александр III потребовал от Фридриха пасть на оба колена (перед святым Петром и папой). В атриуме собора святого Марка до сих пор сохраняется место унижения императора.
По условиям конгресса в Венеции император признал светскую власть папы над Римской областью и отказался от права назначать в Рим своего префекта, а также покорился папе как главе вселенской Церкви. Между Фридрихом и Сицилийским королевством было заключено перемирие на 15 лет, а между Фридрихом и Ломбардской лигой — на 6 лет. В конечном итоге Александр III получил от Венецианского конгресса больше всех своих союзников и добился публичного унижения императора.
29 декабря 1177 года Александр III возвёл крупное испанское военное товарищество, в духовный рыцарский орден, который позднее стал называться Алкантара, что помогло ему обрести новых преданных союзников.

## Окончание понтификата

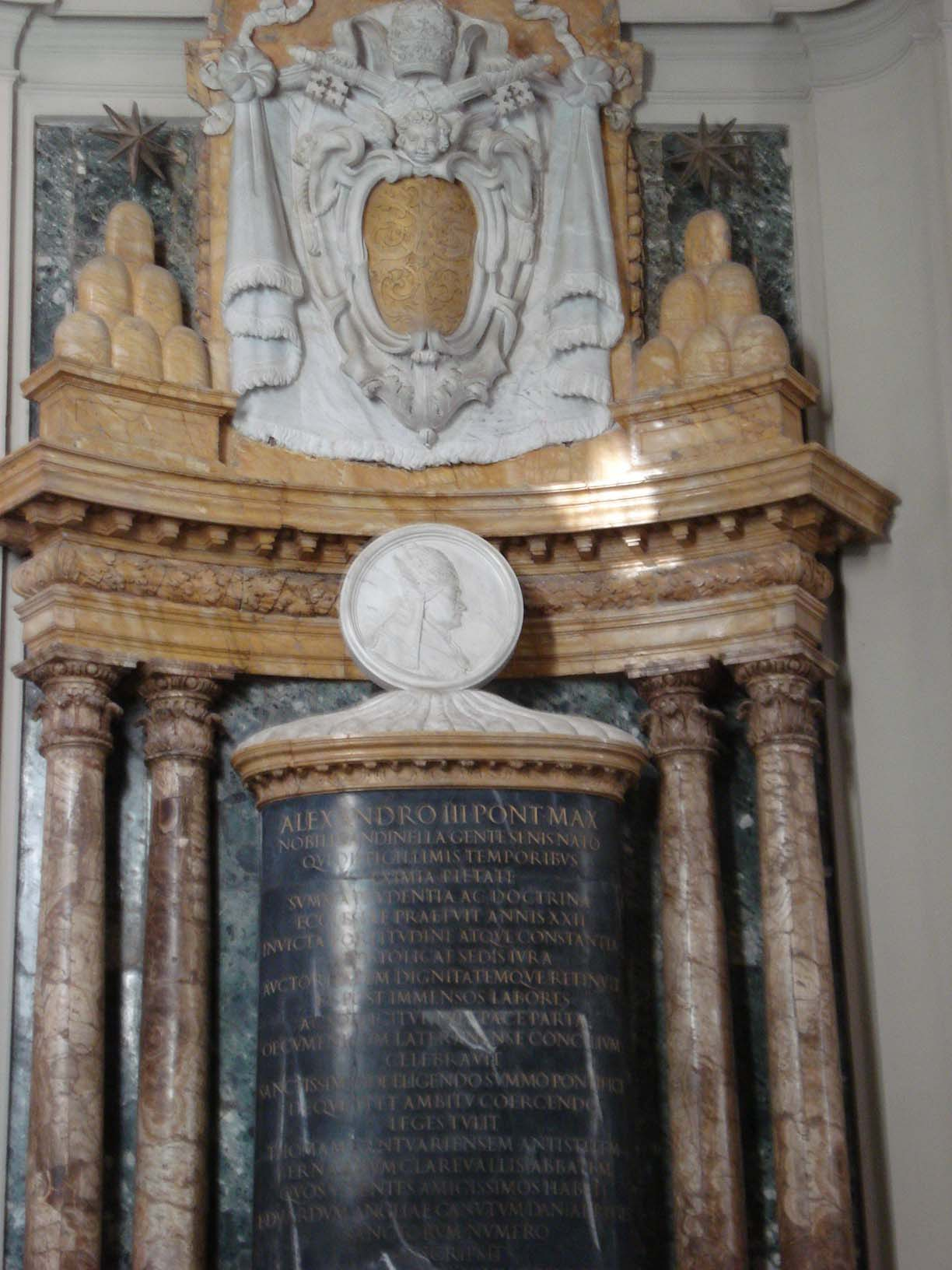
Памятник Александру III (Латеранский собор, 1660 год)

После примирения с императором Александр III вернулся в Рим после 11-летнего отсутствия (1178 год). Антипапа Каликст III, лишившись поддержки Фридриха Барбароссы, покорился Александру III и был сослан в Беневенто. В марте 1179 года папа созвал
Третий Латеранский собор (в католической традиции Одиннадцатый вселенский), ознаменовавший исторический триумф папы. Антипапы Виктор IV, Пасхалий III и Каликст III были объявлены ересиархами, все их постановления и рукоположения признаны ничтожными; осуждены ереси вальденсов и катаров. Во избежание повторения схизмы в дальнейшем, было установлено, что папа считается законно выбранным, если за него проголосовало не менее двух третей членов коллегии кардиналов.
В конце жизни Александр III вновь бежал из Рима из-за народных волнений. 29 сентября 1179 года римская знать избрала нового (уже четвёртого в понтификат Александра III) антипапу Иннокентия III. В январе 1180 года Александр III купил у владельца Кастелло Савелли Торлониа — замок, в котором жил антипапа, «вместе со всем содержимым». Попавший в руки Александра III антипапа был заключён в монастырь Ла-Кава, где вскоре и умер.
30 августа 1181 года Александр III скончался в Чивита-Кастеллана, а 31 августа его тело было доставлено в Рим для погребения в Латеранском соборе. Катафалк с телом был встречен проклятиями со стороны римлян, в гроб летели камни и грязь. Тем не менее, Александр III был погребён в правом нефе Латеранского собора, место его захоронения с 1660 года украшает пышный барочный памятник, возведённый глубоко чтившим своего предшественника Александром VII.

## Взаимоотношения с европейскими монархами
Кроме борьбы с Фридрихом Барбароссой, Александр III вёл активные политические игры с другими европейскими монархами. Через три года после убийства Томаса Бекета папа канонизировал мученика (1173 год) и вынудил английского короля Генриха II публично покаяться в совершенном злодеянии и признать главенство папского престола. Папа своей буллой признал Афонсу I независимым королём Португалии (1179 год). В 1181 году Александр III отлучил от Церкви короля Шотландии Вильгельма Льва, а на шотландское королевство наложил интердикт.

## Интересные факты
Долгое время учёные ошибочно считали, что Александр III (Орландо (Роландо) Бандинелли) и Роланд из Болоньи (теолог и правовед XII века) — одно и то же лицо. Таким образом, Александру III ошибочно приписывалось авторство работ:
- «Stroma» или «Summa Rolandi» — один из первых комментариев к Декретам Грациана.
- «Sententiae Rolandi» — набор сентенций, написанных под явным влиянием Пьера Абеляра.